# Magdalena Fręch
Magdalena Fręch (Łódź, 15 dicembre 1997) è una tennista polacca.

## Biografia
Il 28 ottobre 2024 ha raggiunto la sua migliore posizione nel singolare WTA piazzandosi 22º. L'8 agosto 2022 ha raggiunto il miglior piazzamento mondiale nel doppio alla posizione n°174.
Ha debuttato al Torneo di Katowice 2013 in doppio con Katarzyna Pyka.
A livello ITF, in singolare ha conquistato 6 titoli, il più importante dei quali nel 2023 a Les Franqueses del Vallès ($100K), battendo nell'ultimo atto l'ex top-5 Sara Errani. Nel circuito WTA 125, ha ottenuto un successo a Concord nel 2021, vincendo in finale su Renata Zarazúa per 6-3, 7-6(4).  A livello slam, ha ottenuto il terzo turno a Wimbledon 2022 e gli ottavi di finale all'Australian Open 2024, battendo l'ex top-5 Garcia al secondo turno e cedendo solamente a Coco Gauff.
In doppio ha vinto 4 titoli ITF e raggiunto altre 4 finali.
In Fed Cup ha disputato 6 match, con un bilancio di 3 vittorie e altrettante sconfitte.
Il 26 luglio 2024, Magdalena raggiunge la sua prima finale WTA della carriera in singolare, al Livesport Prague Open di Praga, dove è sconfitta dalla connazionale Magda Linette con il punteggio di 2-6, 1-6. Questa è la prima finale disputata fra due giocatrici polacche nella Open Era. Il 15 settembre, invece, conquista il primo titolo WTA della carriera al Guadalajara Open Akron di Guadalajara, battendo in finale la qualificata Olivia Gadecki con il punteggio di 7-6(5), 6-4. Fręch diventa la quarta tennista polacca di questo secolo a conquistare un titolo dopo Agnieszka Radwańska, Magda Linette e Iga Świątek. Questa vittoria le permette di raggiungere il best ranking al numero 32 della classifica WTA.

## Statistiche WTA

### Singolare

#### Vittorie (1)
| Legenda              |
| -------------------- |
| Grande Slam (0)      |
| Ori Olimpici (0)     |
| WTA Finals (0)       |
| WTA Elite Trophy (0) |
| Dal 2021             |
| WTA 1000 (0)         |
| WTA 500 (1)          |
| WTA 250 (0)          |

| N. | Data              | Torneo                        | Superficie | Avversaria in finale | Punteggio   |
| 1. | 15 settembre 2024 | Guadalajara Open, Guadalajara | Cemento    | Olivia Gadecki       | 7-6(5), 6-4 |

#### Sconfitte (1)
| Legenda              |
| -------------------- |
| Grande Slam (0)      |
| Argenti Olimpici (0) |
| WTA Finals (0)       |
| WTA Elite Trophy (0) |
| Dal 2021             |
| WTA 1000 (0)         |
| WTA 500 (0)          |
| WTA 250 (1)          |

| N. | Data           | Torneo             | Superficie  | Avversaria in finale | Punteggio |
| 1. | 26 luglio 2024 | Prague Open, Praga | Terra rossa | Magda Linette        | 2-6, 1-6  |

## Circuito WTA 125

### Singolare

#### Vittorie (1)
| N. | Data          | Torneo                       | Superficie | Avversaria in finale | Punteggio   |
| 1. | 8 agosto 2021 | Thoreau Tennis Open, Concord | Cemento    | Renata Zarazúa       | 6-3, 7-6(4) |

## Statistiche ITF

### Singolare

#### Vittorie (6)
| Torneo $100.000 (1) |
| Torneo $80.000 (0)  |
| Torneo $75.000 (0)  |
| Torneo $60.000 (1)  |
| Torneo $50.000 (0)  |
| Torneo $40.000 (0)  |
| Torneo $25.000 (3)  |
| Torneo $15.000 (0)  |
| Torneo $10.000 (1)  |

| N. | Data             | Torneo                                                      | Superficie  | Avversaria in finale | Punteggio        |
| 1. | 21 marzo 2016    | Asia University International Open Tennis, Nishitama        | Cemento     | Mai Minokoshi        | 7-5, 6-4         |
| 2. | 20 agosto 2017   | Leipzig Open, Lipsia                                        | Terra rossa | Richèl Hogenkamp     | 6-2, 7-6(3)      |
| 3. | 27 agosto 2017   | Braunschweig Women's Open, Braunschweig                     | Terra rossa | Olga Sáez Larra      | 6-2, 2-6, 7-6(3) |
| 4. | 12 gennaio 2020  | APIS Canberra International, Bendigo                        | Cemento     | Patricia Maria Tig   | w/o              |
| 5. | 5 settembre 2021 | Kuchyně Gorenje Prague Open, Praga                          | Terra rossa | Tereza Smitková      | 6-2, 6-1         |
| 6. | 29 ottobre 2023  | Torneig Internacional Els Gorchs, Les Franqueses del Vallès | Cemento     | Sara Errani          | 7-5, 4-6, 6-4    |

#### Sconfitte (3)
| Torneo $100.000 (1) |
| Torneo $80.000 (0)  |
| Torneo $75.000 (0)  |
| Torneo $60.000 (0)  |
| Torneo $50.000 (0)  |
| Torneo $40.000 (0)  |
| Torneo $25.000 (2)  |
| Torneo $15.000 (0)  |
| Torneo $10.000 (0)  |

| N. | Data             | Torneo                             | Superficie | Avversaria in finale | Punteggio     |
| 1. | 14 ottobre 2017  | Óbidos Ladies Open, Óbidos         | Sintetico  | Irina Chromačëva     | 1–6, 6–4, 4–6 |
| 2. | 23 ottobre 2017  | Bom Sucesso Ladies Open, Óbidos    | Sintetico  | Anna Kalinskaja      | 3–6, 3–6      |
| 3. | 11 dicembre 2022 | Al Habtoor Tennis Challenge, Dubai | Cemento    | Elsa Jacquemot       | 5-7, 2-6      |

### Doppio

#### Vittorie (4)
| Torneo $100.000 (2) |
| Torneo $80.000 (1)  |
| Torneo $75.000 (0)  |
| Torneo $60.000 (0)  |
| Torneo $50.000 (0)  |
| Torneo $40.000 (0)  |
| Torneo $25.000 (1)  |
| Torneo $15.000 (0)  |
| Torneo $10.000 (0)  |

| N. | Data            | Torneo                                    | Superficie  | Compagna          | Avversarie in finale                 | Punteggio        |
| 1. | 18 giugno 2017  | Manchester Trophy, Manchester             | Erba        | An-Sophie Mestach | Chang Kai-chen Marina Eraković       | 6-4, 7-6(5)      |
| 2. | 20 ottobre 2018 | Open GDF Suez de Touraine, Joué-lès-Tours | Cemento (i) | Bibiane Schoofs   | Miriam Kolodziejová Jesika Malecková | 5-7, 6-2, [10-3] |
| 3. | 24 ottobre 2020 | ButlerCars.com Tennis Classic, Macon      | Cemento     | Katarzyna Kawa    | Francesca Di Lorenzo Jamie Loeb      | 7-5, 6-1         |
| 4. | 7 novembre 2020 | LTP Charleston Pro Tennis, Charleston     | Terra verde | Katarzyna Kawa    | Astra Sharma Mayar Sherif            | 4–6, 6–4, [10–2] |

#### Sconfitte (4)
| Torneo $100.000 (1) |
| Torneo $80.000 (0)  |
| Torneo $75.000 (0)  |
| Torneo $60.000 (2)  |
| Torneo $50.000 (0)  |
| Torneo $40.000 (0)  |
| Torneo $25.000 (1)  |
| Torneo $15.000 (0)  |
| Torneo $10.000 (0)  |

| N. | Data              | Torneo                                          | Superficie  | Compagna          | Avversarie in finale              | Punteggio |
| 1. | 29 giugno 2015    | Bella Cup, Toruń                                | Terra rossa | Katharina Lehnert | Ekaterine Gorgodze Sofia Šapatava | 4-6, 4-6  |
| 2. | 27 marzo 2017     | Open GDF Suez Seine-et-Marne, Croissy-Beaubourg | Cemento (i) | Manon Arcangioli  | Vera Lapko Polina Monova          | 3-6, 4-6  |
| 3. | 13 settembre 2020 | Open GDF SUEZ de Bretagne, Saint-Malo           | Terra rossa | Viktorija Golubic | Paula Kania Katarzyna Piter       | 2-6, 4-6  |
| 4. | 11 dicembre 2022  | Al Habtoor Tennis Challenge, Dubai              | Cemento     | Kateryna Volodko  | Tímea Babos Kristina Mladenovic   | 1-6, 3-6  |

## Vittorie contro giocatrici Top 10
| Stagione | 2024 | 2025 | Totale |
| Vittorie | 1    | 1    | 2      |

| #    | Giocatrice     | Ranking | Evento               | Superficie | Turno | Punteggio     | Rank. MFR |
| ---- | -------------- | ------- | -------------------- | ---------- | ----- | ------------- | --------- |
| 2024 |                |         |                      |            |       |               |           |
| 1.   | Emma Navarro   | 8       | Wuhan Open, Wuhan    | Cemento    | 2T    | 6-4, 3-6, 6-3 | 27        |
| 2025 |                |         |                      |            |       |               |           |
| 2.   | Mirra Andreeva | 7       | German Open, Berlino | Erba       | 1T    | 2-6, 7-5, 6-0 | 25        |